# Божественна комедія
«Боже́ственна коме́дія» (італ. la Divina Commedia) — філософсько-фантастична поема Данте Аліг'єрі, великий поетичний епос, написаний тосканським діалектом, основний твір Данте, що вважається шедевром світової літератури.
У трьох частинах («Пекло», «Чистилище», «Рай») Данте описує свою мандрівку до Бога, йдучи спочатку за Вергілієм до місця, від якого його супроводжує Беатріче, що уособлює милість Божу. Твір, який є цілою енциклопедією знань середньовіччя, стоїть на вершині італійської поезії. Подорож поета трьома світами, що описана в «Комедії» — це символічний шлях людства в його прагненні до істини.

## Склад
Твір має три частини — «Пекло», «Чистилище», «Рай», кожна по тридцять три пісні, хоча «Пекло» містить у собі ще одну додаткову пісню, загальна кількість яких, в результаті сто.
Поема має декілька шарів: це і особиста драма поета, і алегоричний опис історії Флоренції, і опис світу: в першій частині Данте розповідає про неорганічну природу, в «Чистилищі» — про живу природу, а свої метафізичні погляди викладає в «Раї».
Спершу твір мав назву «Комедія», епітет «божественна» вжив у своєму дослідженні про поему Данте «Argomenti in terza rima alla Divina Commedia» італійський письменник-гуманіст Джованні Бокаччо. Відтоді поему публікують з назвою «Божественна комедія».

## Історія
Називаючи свою поему «комедією», Данте використовує середньовічну термінологію: комедія, як він пояснює в листі до Кангранде, — будь-який поетичний твір середнього стилю зі страшним початком і щасливим кінцем, написаний народною мовою; трагедія — будь-який поетичний твір високого стилю із захопливим і спокійним початком і жахливим кінцем. Слово «божественна» не належить Данте, так поему пізніше назвав Джованні Боккаччо. Трагедією Данте не міг назвати свій твір лише тому, що всі жанри «високої літератури» писалися латинською мовою. Данте ж написав її рідною італійською мовою. Оскільки Італія впродовж багатьох століть була роздроблена на безліч дрібних князівств, на її території існувала велика кількість діалектів. Твір Аліг'єрі «Божественна комедія», написаний у 14 сторіччі став однією з основних причин того, що рідний для Данте тосканський діалект став основою літературної італійської мови. Поет працював над твором у 1307—1321 р.р. «Божественна комедія» — плід всієї другої половини життя і творчості Данте, поема опублікована у 1555 році у Венеції. У цьому творі найбільш повно відбився світогляд поета. Данте виступає тут як останній великий поет середніх віків, поет, який продовжує лінію розвитку феодальної літератури.
Головний герой в 35 років починає шукати кохану. Її ім'я — Беатріче. Вона супроводжує Данте по Раю.
Перша енцикліка щодо «Божественної комедії» з'явилася у 1914 році, напередодні 600-річчя Данте, після чого тексти почали з'являтися досить регулярно. Папа Іван Павло II більше зосереджувався на дантівській темі перевершення людського «осверхлюдчитися»[що?]. Папа Франческо виокремлював тему милосердя.

## Сюжет
Згідно з католицькою традицією, потойбічний світ складається з пекла, куди навіки потрапляють засуджені грішники, чистилища — місця перебування грішників, що спокутують свої гріхи, і раю — обителі блаженних.

Данте деталізує це подання і описує устрій загробного світу, з графічною визначеністю, фіксуючи всі деталі його архітектоніки. У вступній пісні Данте розповідає, як він, досягнувши середини життєвого шляху, заблукав одного разу в дрімучому лісі і як поет Вергілій, врятувавши його від трьох диких звірів, які загородили йому шлях, запропонував Данте зробити мандрівку потойбіччям. Дізнавшись, що Вергілій посланий Беатріче, померлою коханою Данте, він без вагань йде за поетом.

### Пекло

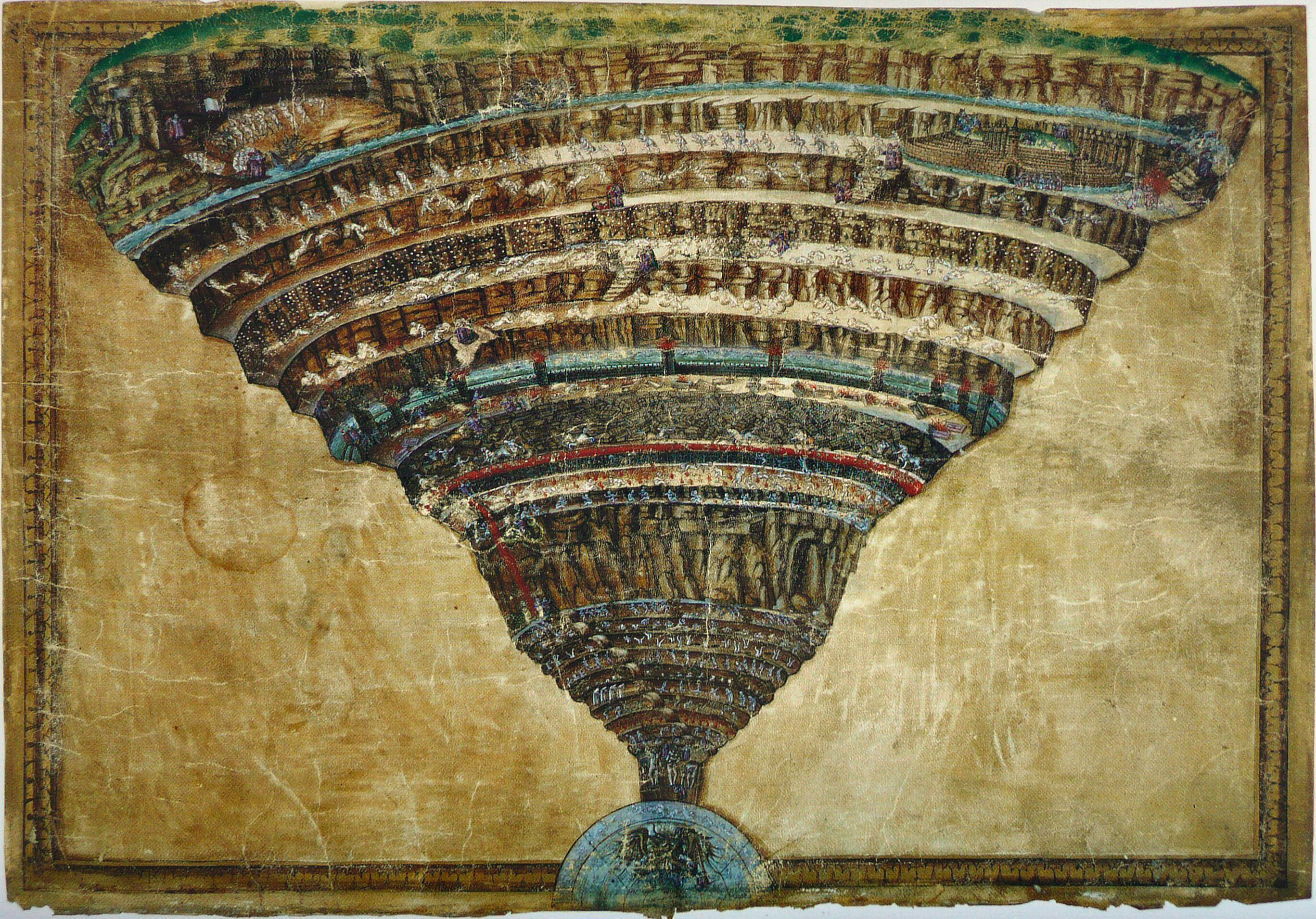
Мапа Пекла. Ілюстрація Боттічеллі

Пекло має вигляд величезної воронки, яку утворюють концентричні кола. Вузький кінець воронки упирається у центр Землі. Пройшовши передоднем пекла, що населений душами нікчемних, нерішучих людей, вони вступають у перше коло пекла, так званий Лімб (А., IV, 25-151), де перебувають душі доброчесних язичників, які не пізнали істинного Бога, однак наблизилися до цього пізнання і за те позбавлені пекельних мук. Тут Данте бачить видатних представників античної культури — Аристотеля, Еврипіда, Гомера та ін. Наступне коло заповнене душами людей, що колись віддалися неприборканій пристрасті. Серед них Данте бачить Франческу да Ріміні і її коханого Паоло, що стали офірами забороненого кохання один до одного. Під час того, як Данте спускається все нижче і нижче, він стає свідком мук ненажер, примушених страждати від дощу і граду, скнар і марнотратників, які невтомно котять величезні камені, гнівливих, що тонуть в болоті. За ними йдуть охоплені вічним полум'ям єретики і єресіархи (серед них імператор Фрідріх II, папа Анастасій II), тирани і вбивці, що плавають у потоках киплячої крові, самогубці, перетворені в рослини, богохульники і ґвалтівники, що спалюються падаючим полум'ям, брехуни всіх мастей, муки яких вельми різноманітні. Нарешті Данте проникає в останнє, 9-те коло пекла, призначене для найжахливіших злочинців. Тут обитель зрадників, з них найбільші — Іуда Іскаріотський, Брут і Кассій, — їх гризе своїми трьома пащами Люцифер, повсталий колись на Бога янгол, цар зла, приречений на ув'язнення у центрі Землі. Описом страшного вигляду Люцифера закінчується остання пісня першої частини поеми.

### Чистилище
Минувши вузький коридор, що з'єднує центр землі з другою півкулею, Данте і Вергілій виходять на поверхню землі. Там, на середині оточеного океаном острова, височіє у вигляді зрізаного конуса гора — чистилище, що подібно пеклу складається з ряду кіл, які звужуються у міру наближення до вершини гори. Охороняє вхід в чистилище янгол. Він впускає Данте до першого кола чистилища, написавши попередньо у нього на лобі мечем сім P (Peccatum — гріх), то є символ семи смертних гріхів. У міру того як Данте піднімається все вище, минаючи одне коло за іншим, ці літери зникають, так що коли Данте, досягнувши вершини гори, заходить в розташований на вершині останньої «земний рай», він вже вільний від знаків, написаних вартовим чистилища. Круги останнього населені душами грішників, які спокутують свої гріхи. Тут очищаються гордії, які змушені згинатися під тягарем, заздрісники, гнівливі, недбайливі, жадібні та ін. Вергілій доводить Данте до воріт раю, куди йому, не хрещеному, немає доступу.

### Рай
В земному раю Вергілія змінює Беатріче, яка сидить у запряженій грифом колісниці (алегорія панування церкви); вона спонукає Данте до покаяння, а потім підносить його, просвітленого, на небо. Завершальна частина поеми присвячена подорожам Данте по небесному раю. Останній складається із семи сфер, що оперізують землю і відповідних семи планет (згідно з поширеною тоді Птолемеєвої системи): сфери Місяця, Меркурія, Венери і т. д., за ними йдуть сфери нерухомих зірок і кришталева сфера, — за кришталевою сферою розташований Емпірей, — нескінченна область, населена блаженними, які споглядають Бога, — остання сфера, що дає життя всьому сущому. Пролітаючи сферами, ведений Беатріче, Данте бачить імператора Юстиніана, знайомить його з історією Римської імперії, вчителів віри, мучеників за віру, чиї сяйнисті душі утворюють блискучий хрест; підносячись все вище і вище, Данте бачить Христа і діву Марію, янголів і, нарешті, перед ним розкривається «небесна Роза» — місцеперебування блаженних. Тут Данте долучається до вищої благодаті, досягаючи спілкування з Творцем.
Не відкидаючи вчення про творіння, використовуючи неоплатонічні схеми міркувань, Данте учить про те, що людина має двояку — смертну і безсмертну — природу, що вона є середня ланка між тлінним і нетлінним і тому має подвійне призначення, зумовлене двокінцевою метою.

## Структура

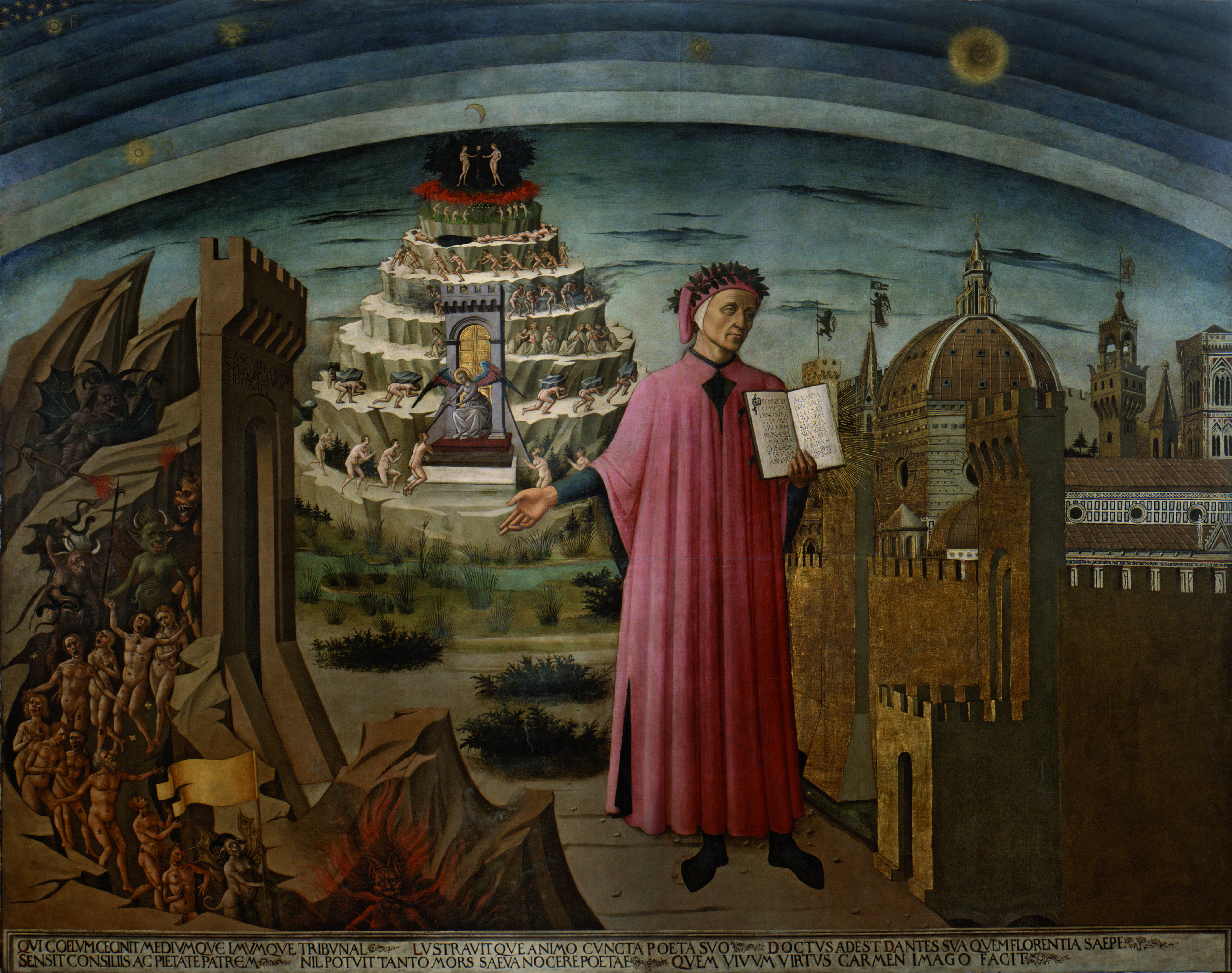

«Божественна комедія» побудована симетрично. Вона складається з трьох частин: перша частина («Пекло») складається з 34 пісень, друга («Чистилище») і третя («Рай») — по 33 пісні.
Поема написана терцинами — строфами, що складаються з трьох рядків, які об'єднані римуванням аба, бвб, вгв, що створює єдиний ланцюг рим. Ця схильність до певних чисел пояснюється тим, що Данте надавав їм містичне тлумачення. Так, число 3 пов'язане з християнською ідеєю про Трійцю, число 33 має нагадувати про роки земного життя Ісуса Христа. Цифра «3» проявляється в поемі і в інших формах. Беатріче носить три кольори вбрання, у царя Пекла Люцифера — три пащі, у Пеклі — 9 кіл, у Чистилищі — 9 уступів гори, у Раю — 9 небесних сфер. Всього в «Божественній комедії» 100 пісень (число 100 — символ досконалості). Твір Данте має досить гармонійні пропорції, що є символом прагнення поета до гармонії всього світу.

## Ідея
Про задум твору Данте писав: «Врятувати людей від ганебного стану і провести їх до щастя». Письменник прагнув до духовного спасіння Людини й усього світу. Він проголошував високі ідеали Добра, Любові, Милосердя, Розуму, які, на його думку, можуть змінити життя суспільства. Письменник утверджував, що людина ще на землі мусить усвідомити своє становище, намагатися поліпшити його, звертаючись до прихованих творчих сил своєї душі.

## Українські переклади

### Історія українських перекладів
Відомо, що отець Павло Штокалко наприкінці XIX на початку XX століття одним з перших переклав українською мовою «Божественну комедію» Данте (3 книги), але невідомо чи зберігся цей переклад.
Багато українських поетів й перекладачів перекладали окремі фрагменти «Божественної комедії». Перші 36 терцин пісні І та 6 рядків з пісні ХХХІІІ з «Підземелля» переклав у 1877—1883 роках Іван Франко — обидва ці уривки надруковано було значно пізніше, аж у 1955 році. За декілька років, у своїй монографії «Данте Аліг'єрі. Характеристика середніх віків. Життя поета і вибір із його поезії» (1913), Франко три останні розділи присвятив послідовно «Підземеллю», «Чистилищу» та «Раю». Франко подає найзначущіші, на його думку, уривки поеми у власному перекладі, чергуючи їх з власними прозорими коментарями та переказом решти змісту.
У 1892—1896 роках у Львові виходять друком перші десять пісень «Пекла» в перекладі Володимира Самійленка, що підписався В. Сивеньким (часопис «Правда» 1892—1896, окремою книжкою 1902). Наприкінці 1890-х років Леся Українка переклала 9 терцин з п'ятої пісні «Пекла». 1965 року в Мюнхені у видавництві Ігоря Костецького «На Горі» опубліковано експериментальний переклад фрагмента «Божественної комедії» Василя Барки.
Уперше повний переклад першої («Пекло») та більшості другої («Чистилище») частин «Божественної комедії» здійснив у 1930—1935 роках поет, літературознавець і перекладач Михайло Драй-Хмара. Рукопис цього перекладу безслідно зник під час арешту Драй-Хмари та обшуку його будинку НКВСниками у 1935 році. У 2007 році у видавництві Українського католицького університету вийшов переклад Богдан-Івана Лончина першої частини «Божественної комедії» «Пекло».
Перший переклад всіх трьох частин «Божественної комедії» виконав Петро Карманський у 1950-х роках. Лише перша частина «Божественної комедії» «Пекло» у перекладі Карманського та за ґрунтовної редакції Максима Рильського була опублікована в 1956 році (посмертно), решта дві частини досі очікують друку. Переклад Карманського, на думку дослідника Данте в Україні Максима Стріхи, був далекий від досконалості.
Повний переклад всіх трьох частин виконав у 1976 році Євген Дроб'язко (видавництво Дніпро).. У 2013—2015 роках вийшов другий повний переклад всіх трьох частин у перекладі Максима Стріхи (видавництво Астролябія).

### Список українських перекладів
Частковий переклад (лише перша частина)
Переклад Петра Карманського:
- Данте Аліг'єрі. Божественна комедія: Пекло. Переклад з італійської: Петро Карманський (за ґрунтовної редакції Максима Рильського); ілюстрації: Василь Касіян. Київ: Держлітвидав. 1956. 221 стор.

Переклад Богдан-Івана Лончина:
- Данте Аліґ'єрі. Божественна комедія: Пекло. Переклад з італійської: Богдан Лончина; ілюстрації: Юрій Козак. Львів: Видавництво Українського католицького університету, 2007. 276 с. ISBN 966-8197-26-7

Повний переклад (всіх трьох частин)
Переклад Євгена Дроб'язка:
- Данте Аліг'єрі. Божественна комедія. Переклад з італійської: Євген Дроб'язка, ілюстрації: Гюстав Доре. Київ: Дніпро. 1976. 680 с.

- (передрук) Аліґ'єрі Данте. Божественна комедія. Переклад з італійської: Євген Дроб'язко; ілюстрації: Б. П. Бублик, С. І. Правдюк. Харків: Фоліо. 2001, 2004, 2006, 2008, 2011, 2013. 607 с.: кольор. іл. ISBN 978-966-03-6428-8 («Бібліотека світової літератури»).

Переклад Максима Стріхи:
- Данте Аліґ'єрі. Божественна комедія (Пекло). Переклад з італійської: Максим Стріха. Львів: Астролябія. 2013. 352 с.: кольор. іл. ISBN 978-617-664-025-7
- Данте Аліґ'єрі. Божественна комедія (Чистилище). Переклад з італійської: Максим Стріха. Львів: Астролябія. 2014. 320 с.: кольор. іл. ISBN 978-617-664-035-6
- Данте Аліґ'єрі. Божественна комедія (Рай). Переклад з італійської: Максим Стріха. Львів: Астролябія. 2015. 368 с.: кольор. іл. ISBN 978-617-664-064-6

## Різне
Номер 10 у Рейтингу 100 найкращих книг усіх часів журналу Ньюсвік.
«Божественна комедія» Данте, написана на аркуші паперу розміром 80 на 60 см бенедиктинським ченцем Габріелем Челані є одною з найнезвичайніших в світі книг. Всі 14 000 віршів легко читаються неозброєним оком, а якщо подивитися на лист з певної відстані, то можна побачити барвисту карту Італії. На цю працю Челані витратив чотири роки.
«Божественна комедія» є підсумком розвитку літератури середньовіччя, що була унікальним періодом в історії світової культури.
Цифрову копію твору вміщено в Арктичний світовий архів.